# Henry Petty-Fitzmaurice, 3. markýz z Lansdowne
Henry Petty-Fitzmaurice, 3. markýz z Lansdowne (Henry Petty-Fitzmaurice, 3rd Marquess of Lansdowne, 4th Earl of Shelburne, 4th Earl of Kerry, 2nd Earl of Wycombe, 4th Viscount Fitzmaurice, 4th Viscount Clanmaurice, 3rd Viscount Calne and Calston, 24th Lord Kerry) (2. července 1780, Lansdowne House, Londýn, Anglie – 31. ledna 1863, Boowood House, Anglie) byl britský státník ze starobylého šlechtického rodu Petty-Fitzmaurice, syn premiéra 1. markýze z Lansdowne. Více než půl století patřil k významným osobnostem liberálů ve Sněmovně lordů, během své kariéry zastával několik vládních postů, byl ministrem financí, vnitra a zahraničí.

## Kariéra
Narodil se v rodinném paláci Lansdowne House v Londýně jako druhorozený syn premiéra 1. markýze z Lansdowne a jeho druhé manželky Louisy Fitzpatrick (1755–1789). Původně užíval jen příjmení Petty, rodové jméno Petty-Fitzmaurice přijal až v roce 1818. Středoškolské vzdělání absolvoval ve Westminsteru, poté pokračoval ve studiu na univerzitách v Edinburghu a Cambridge, v letech 1801–1802 podnikl kavalírskou cestu po Evropě. Do Dolní sněmovny vstoupil v roce 1802 za město Calne, v letech 1806–1807 byl poslancem za prestižní volební obvod cambridgeské univerzity. Jako lord kancléř pokladu (1806-1807) byl nejmladším ministrem financí v britské historii (v této funkci i jako poslanec za mandát Cambridge University nahradil zemřelého premiéra W. Pitta).
Po roce 1807 byl dlouhodobě v opozici, mezitím v roce 1809 po starším bratrovi zdědil titul markýze a vstoupil do Sněmovny lordů. Jako přední člen strany whigů ve Sněmovně lordů se věnoval problematice emancipace katolíků v Irsku, zrušení obchodu s otroky a reformě parlamentních procedur. Po návratu whigů k vládě zastával funkce státního sekretáře bez portfeje (1827), státního sekretáře vnitra (1827-1828) a zahraničí (1828). Poté byl znovu v opozici, ale prosadil reformu trestního zákona (tzv. Lansdowne Act). V dalších whigistických vládách zastával dlouhodobě post lorda prezidenta Tajné rady (1830–1834, 1835–1841 a 1846–1852) a lorda strážce tajné pečeti (1852–1858). V roce 1859 se ještě uplatnil jako konzultant královny Viktorie v otázce obsazení postu premiéra.

## Další veřejná činnost a rodina
Mimo vládní posty zastával dlouhodobě funkce lorda–místodržitele v hrabství Wiltshire (1827–1863), kde měl statky. Vynikl svým sociálním cítěním, mimo jiné podporoval veřejné školství. Proslul též jako mecenáš věd a umění, byl členem Královské společnosti, získal čestný doktorát na univerzitě v Cambridge. V letech 1829–1831 byl rektorem univerzity v Glasgow a od roku 1834 do smrti jedním z kurátorů Národní galerie. V roce 1836 obdržel Podvazkový řád, v roce 1857 odmítl nabízený titul vévody.
Od roku 1808 byl ženatý s Louisou Fox-Strangways (1785–1851), dcerou 2. hraběte z Ilchesteru a později dvorní dámou královny Viktorie. Měli spolu tři děti, starší syn William Thomas Petty-Fitzmaurice (1811–1836) byl v letech 1832–1836 členem Dolní sněmovny za liberály, ale zemřel předčasně. Dědicem titulů se stal mladší syn Henry (1816–1866), pozdější 4. markýz z Lansdowne. Dcera Louisa (1814–1906) se provdala za Jamese Kennetha Howarda (1814–1882) z rodu hrabat ze Suffolku.